# Torneo de Eastbourne 2009
El Torneo de Eastbourne es un evento de tenis que se disputa en Eastbourne, Inglaterra,  se juega entre el 15 y 21 de junio de 2009.

## Campeones

### Individuales Masculino
Dmitry Tursunov vence a  Frank Dancevic, 6–3, 7–6(5).

### Individuales Femenino
Caroline Wozniacki vence a  Virginie Razzano , 7–6(5), 7–5

### Dobles Masculino
Mariusz Fyrstenberg /  Marcin Matkowski vencen a  Travis Parrott /  Filip Polášek, 6–4, 6–4.

### Dobles Femenino
Akgul Amanmuradova /  Ai Sugiyama vencen a  Samantha Stosur /  Rennae Stubbs, 6–4, 6–3.